# Dòlar barbadià
El dòlar de Barbados (en anglès Barbadian dollar o, simplement, dollar) és la moneda oficial de l'estat insular de Barbados. Normalment s'abreuja $, o Bds$ per diferenciar-lo del dòlar dels Estats Units i d'altres tipus de dòlars. El codi ISO 4217 és BBD. Se subdivideix en 100 cents.
El dòlar de Barbados fou establert arran de la creació del Banc Central de Barbados (Central Bank of Barbados), que es va fundar segons una llei de maig del 1972. Va substituir el dòlar del Carib Oriental, encara en vigor en molts estats caribenys.
En circulen monedes d'1, 5, 10 i 25 cents i 1 dòlar, i bitllets de 2, 5, 10, 20, 50 i 100 dòlars (els d'1 dòlar ja no circulen). Moltes de les monedes en circulació s'encunyen a la Reial Casa de la Moneda Canadenca.

## Taxes de canvi
- 1 EUR = 2,4227 BBD (31 de març del 2006)
- 1 USD = 2,00 BBD (fixa des del 5 de juliol del 1975)